# Естонка (Новосибірська область)
Естонка (рос. Эстонка) — присілок у Болотнинському районі Новосибірської області Російської Федерації.
Входить до складу муніципального утворення Ояшинська сільрада. Населення становить 68 осіб (2010).

## Історія
Згідно із законом від 2 червня 2004 року органом місцевого самоврядування є Ояшинська сільрада.

## Населення
| 2002 | 2007 | 2010 |
| ---- | ---- | ---- |
| 64   | ↗77  | ↘68  |